# Масловка (Воронеж)
Масловка — бывшее село, а ныне историческая часть города Воронежа.
Масловка расположена в 12 километрах к юго-востоку от центра города, на юге Левобережного района. Площадь — 5,01 км². Население — 8447 человек (2010).

## История
Село Масловка возникло как загородная дача воронежского губернатора Алексея Маслова в период с 1767 по 1773 год. От его фамилии произошло название села; также оно именовалось как Алексеевка или Алексеевское по имени губернатора. В селе находились господский дом, пруд, водяная мельница, конезавод, плодовый сад. Крестьянских дворов вначале было всего 10 (данные на 1780 год).
Сильный рост села начался в 1870-е годы, когда рядом прошла железнодорожная линия на Ростов. Была построена одноимённая железнодорожная станция.
Во второй половине XX века село было передано из Новоусманского района в подчинение Левобережного района города Воронежа.

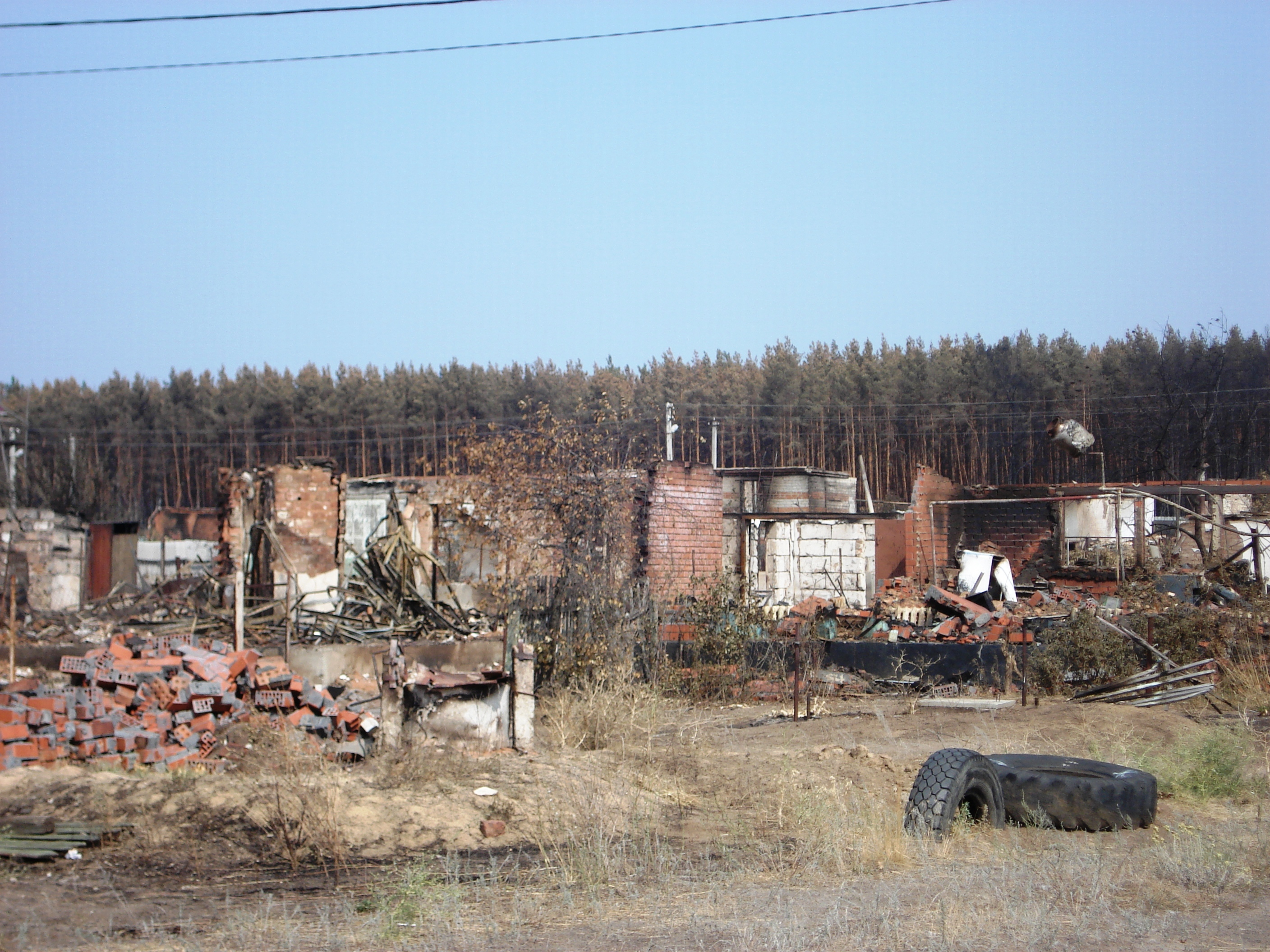
Сгоревшие дома в Масловке, 2010

В результате сильнейшего лесного пожара в июле 2010 года в Масловке полностью выгорело 86 домов.
С 1 января 2011 года село упразднено и включено в состав города Воронежа. На базе Масловки, а также бывших близлежащих населённых пунктов Таврово, Семилукские Выселки, имени Будённого и Воронежский Гидроузел, образован городской микрорайон площадью 8,28 км² и населением около 15 тысяч жителей. Администрация микрорайона находится в селе Масловка.

## Инфраструктура
На территории Масловки преобладает сектор частной застройки; имеется также 11 пятиэтажных домов. В Масловке находится одноимённая железнодорожная станция и остановочный пункт 600 км.
В 2010 году здесь создан индустриальный парк «Масловский», предназначенный для размещения более 100 новых предприятий, в том числе переехавшего с улицы 9 Января завода Воронежсельмаш.

## Известные уроженцы
В селе родились Сергей Викторович Верлин (1974) — советский и российский гребец на каноэ, бронзовый призёр Олимпийских игр 1996 года и Иван Иванович Саенко (1983) — российский футболист, бронзовый призёр чемпионата Европы 2008 года.